# 喻明生
喻明生（1930年4月—），重庆人，中华人民共和国政治人物、外交官。

## 生平
1960年，调入中华人民共和国外交部工作。1985年，任驻菲律宾大使馆政务参赞。1989年5月，出任中华人民共和国驻牙买加大使。7月，兼驻伯利兹大使，但未及赴任，两国断交。1992年10月，自驻牙买加大使离任。